# Josef in Ägypten (Gemälde)
Josef in Ägypten ist ein Gemälde des italienischen Manieristen Jacopo da Pontormo.
Das Bild gehört zu einer vierteiligen Serie, die das Leben Josefs, Sohn Jakobs, nach der Bibel Stammvater der Israeliten, schildert. Pontormo zeigt auf seinem Bild vier unterschiedliche Szenen aus dem Leben Josefs in Ägypten: 1. Josef stellt seinen Vater Jakob dem Pharao vor; 2. Josef auf einem Triumphwagen und hungernde Ägypter, die um Brot bitten; 3. Josef und seine Söhne steigen die Treppe hinauf; 4. Josef am Sterbebett seines Vaters Jakob.

## Auftraggeber
Das Bild war zusammen mit Gemälden von Andrea del Sarto, Francesco Granacci, Bachiacca und Franciabigio bestimmt für ein Schlafzimmer im Haus des Florentiner Bankiers Francesco Borgherini (1480–1558) im Borgo SS. Apostoli in Florenz. Als Auftraggeber gilt der Vater des Bräutigams, Anlass war die Hochzeit Borgherinis mit Margarita Acciaiuoli. Architekt des Hauses war Baccio d’Agnolo, der auch die Vertäfelung aus Walnussholz des Hochzeitszimmers entwarf. Die Hochzeit fand 1515 in Florenz statt.

## Geschichte

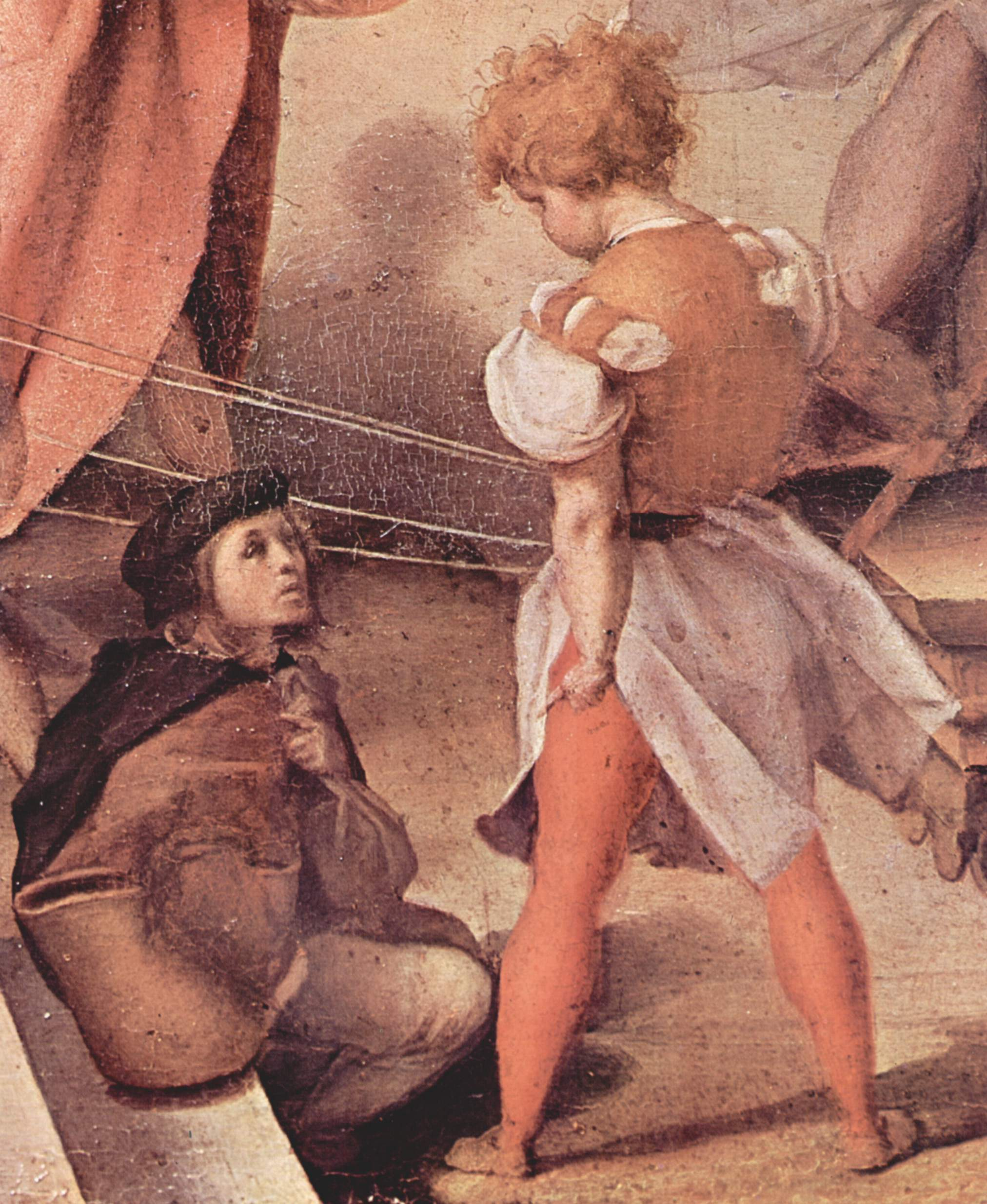
Der Knabe auf der Treppe

Laut Vasari sollte das Zimmer nach der Belagerung von Florenz 1530 und der Rückkehr der Medici nach Florenz ausgeräumt werden und die Bilder gegen den Widerstand Margaritas an Franz I. geschickt werden, was zunächst durch Eingreifen von Francesco I. de’ Medici hinausgezögert werden konnte. Nur vier Bilder gingen nach Frankreich. Nach 1584 wurden die Bilder jedoch nach und nach zerstreut. Zwei verblieben im Palazzo Pitti, vier gingen nach London, darunter auch Pontormos Josef in Ägypten, vier hängen in der Villa Borghese in Rom, zwei in den Uffizien und der Tondo von Granacci mit einer Dreifaltigkeitsdarstellung kam in die Gemäldegalerie in Berlin.
Nach Giorgio Vasari soll der dunkel gekleidete Knabe auf der Treppe im Vordergrund ein jugendliches Selbstporträt Pontormos sein. Andere sehen in ihm ein Porträt von Pontormos Schüler Bronzino.

## Beschreibung
Das Bild ist in vier unterschiedliche Zonen unterteilt. Im Vordergrund links stellt Josef seinen alten Vater dem Pharao vor. Der Pharao steht inmitten seines Gefolges auf der oberen Ebene eines fünfstufigen Podestes, neigt sich Josef entgegen, der sich ihm barhäuptig nähert, sein rotes Barett in der Hand. Auf den Stufen kauert auf Knien der alte Mann, während eine der Frauen Jakobs mit flehenden Blick und gefalteten Händen zum Pharao aufschaut.
Die Szene auf der rechten Seite zeigt Josef auf einem Triumphwagen. Josef sitzt zu Füßen einer Säule mit einem tänzelnden Putto mit weit gebauschtem Lendentuch, der die Szene beobachtet und aussieht, als wolle er gerade einen Pfeil auf Josef hinunterschleudern. Ein zweiter Putto ist dabei, unter Josefs Arm hervorzuschlüpfen und ein Grüppchen von drei weiteren Putti ist in ein Spiel mit einem zierlich gekleideten Knaben vertieft. Josef nimmt das Schreiben eines Bittstellers entgegen. In respektvollem Abstand zu Josef, dem Statthalter des Pharao, nähert sich eine dichte Schar ausgehungerter Menschen, angeführt von einem jungen Mann, der Josef einen leeren Brotkorb entgegenhält.
Schauplatz der dritten und vierten Szene ist eine surreal-unwirklich anmutende Architektur. Eine elegant geschwungene Treppe führt von außen um einen zylinderartigen Bau, dessen oberes Geschoss über die volle Breite geöffnet ist. Hier hat sich Jakobs Familie um das Bett des sterbenden Patriarchen versammelt. Josef, wie immer auf dem Bild, mit rotem Barett und einer zart fliederfarbenen Toga bekleidet, schreitet die Treppe hinauf, an der Hand einen seiner Söhne, der zweite ist schon vorausgestürmt und wird von seiner Mutter Asenat in Empfang genommen.
Im Sterbezimmer liegt Jakob mit nacktem Oberkörper auf einem mit rosafarbenem Tuch bedeckten Bett. Er umklammert die Hand Josefs, der mit seinen Söhnen Manasse und Ephraim an seiner Seite sitzt.
Der restliche Bildraum wird von einer lehmig-sandigen, fast vegetationslosen Landschaft gefüllt. Runde Gesteins- und Geländeformationen, vereinzelte karge Laub- und Nadelbäume und eine Mauer mit einem mächtigen Torhaus vor einem fast wolkenlosen Himmel schließen den Bildraum ab. In der Darstellung von Landschaft und Architektur zeigen sich hier deutlich Einflüsse der mitteleuropäischen Landschaftsmalerei.
Eine Verbindung der einzelnen Szenen wird einerseits durch drei Gruppen von Staffagefiguren hergestellt, die in der Personenzahl kontinuierlich kleiner werden. Sie wird andererseits in dynamischer Weise geschaffen durch die drei auf hohen Sockeln postierten Aktfiguren. Der Putto auf dem Triumphwagen spiegelt in seinen Bewegungen sowohl die hell beleuchtete weibliche Skulptur am oberen Ende der Treppe als auch die männliche Figur im Gegenlicht auf der linken Bildseite. Die über die Treppe in die Höhe schwingende Bewegung wird durch diese Figur und die Säule wieder auf die Szene im Vordergrund, die Begegnung Jakobs mit dem Pharao, zurückgeführt.
Wie in vielen Bildern Pontormos dominieren auch in diesem Bild die Komplementärfarben Rot und Grün vor einer reich abgestuften Palette von kühlen Grautönen der Architektur und warmen Ockerfarben der Landschaft. Das Blau der beiden großen Vordergrundfiguren findet seinen Gegenpol in einem pastellblauen Himmel.

## Kunsthistorische Einordnung
Das Gemälde gilt als ein Meisterwerk des Manierismus. Pontormo bricht in seinem Bild mit allen damals gültigen Normen und Konventionen der Malerei. Es gibt keinen plausiblen, einheitlichen Bildraum. Der Raum, in dem sich die einzelnen Szenen entfalten, ist mathematisch nicht zu rekonstruieren, wie es in vielen Bildern aus der Zeit der Renaissance angestrebt oder erreicht wird. 
Pontormo geht frei mit Perspektive und Proportionen um, Licht und Farbe werden nach Belieben eingesetzt, um Brillanz, Delikatesse und Raffinesse der Bildwirkung zu erreichen.